# Adobe Bridge
Adobe Bridge es un programa de organización, creado y publicado por Adobe Systems como parte de la Adobe Creative Suite a partir de la versión CS2. Su principal objetivo es enlazar las partes de la Creative Suite usando un formato similar al explorador de archivos encontrados en las versiones anteriores de Adobe Photoshop. Es accesible desde todos los demás componentes de la Creative Suite (a excepción de la versión de Adobe Acrobat 8). 
Adobe Bridge es también incluido con Photoshop individual, y puede realizar ciertas funciones de procesamiento por separado de Photoshop y también al mismo tiempo que Photoshop.
Adobe Bridge permitía el acceso a Adobe Stock Photos, una colección en línea de fotografía de archivo de imágenes extraídas de conocidas agencias de imágenes. Sin embargo, el servicio se suspendió el 1 de abril de 2008. 
Bridge posee muchas funciones, como el renombrado por lotes. El sistema de organización permite organización de las imágenes con etiquetas de color o con puntuaciones con estrellas a las imágenes. La capacidad de editar el XMP y IPTC, el Intercambio de Información modelo de metadatos embebidos dentro de un archivo de imagen, y la capacidad de trabajar con diferentes versiones de un archivo que es parte del proyecto Adobe Version Cue.
Los archivos de imágenes se pueden mostrar en miniaturas de diferentes tamaños, pases de diapositivas o listas. Cada carpeta, que puede ser marcada, tiene un archivo de caché para acelerar el tiempo de presentación de las imágenes al visualizar una imagen en miniatura.  El caché puede estar en una ubicación central o en carpetas individuales. 
Adobe Bridge es ampliamente personalizable utilizando JavaScript. El servicio Adobe Stock Photos se implementó como una extensión de Bridge. La guía de script para Bridge scripting está disponible en línea, y en formato de libro de bolsillo.